# Илијамна (језеро)
Илијамна (енгл. Iliamna Lake) је језеро у Сједињеним Америчким Државама. Налази се на територији америчке савезне државе Аљаске. Површина језера износи 2.626 ².